# Else Margarete Barth
Else Margarete Barth (Strinda, nu Trondheim, 3 augustus 1928 – Groningen, 6 januari 2015) was een Noors-Nederlandse filosoof.

## Academische loopbaan
Barth studeerde filosofie, natuurkunde en wiskunde in Trondheim, Oslo (bij Arne Næss) en Amsterdam (bij Evert Willem Beth en Arend Heyting). Ze promoveerde in 1971 bij Gabriël Nuchelmans aan de Universiteit Leiden. Van 1971 tot 1977 was ze lector logica aan de Universiteit Utrecht, van 1977 tot 1988 hoogleraar analytische filosofie aan de Rijksuniversiteit Groningen en aldaar van 1988 tot haar emeritaat in 1993 hoogleraar logica en analytische filosofie. Ze was lid van de Koninklijke Nederlandse Akademie van Wetenschappen en van de Noorse Academie van Wetenschappen en Letteren.

## Werk
Barth werkte op het vlak van de argumentatietheorie, de dialooglogica, de formele semantiek, de geschiedenis van de logica en de logische analyse van elitaire denkwijzen. Voortbouwend op de dialooglogica van Paul Lorenzen en de semantische tableaus van Evert Willem Beth ontwikkelde zij samen met Erik Krabbe dialooglogica's waarin geldigheid gedefinieerd werd in termen van het speltheoretische begrip van een "winstrategie". Het traditionele geldigheidsbegrip leert ons dat een gevolgtrekking van een conclusie B uit premissen A1,…, An geldig is als en alleen als het onmogelijk is dat de premissen A1,…, An allemaal waar zijn, terwijl de conclusie B onwaar is. Barth en Krabbes dialooglogica's zijn formele systemen waarin een Proponent een bewering B verdedigt tegen een Opponent die reeds de concessies A1,…, An heeft gedaan. Hun dialooglogica's bestaan uit regels die voorschrijven hoe een Opponent beweringen van een Proponent moet aanvallen en hoe een Proponent aanvallen van een Opponent dient te pareren. De door Barth en Krabbe voorgestane versie van het dialoogtheoretische geldigheidsbegrip luidt als volgt: een gevolgtrekking van een conclusie B uit premissen A1,…, An is dialectisch geldig als en alleen als er een winstrategie is voor een Proponent van B tegen een Opponent die concessies A1,…, An gedaan heeft. Barths dialogische perspectief is van groot belang geweest voor de ontwikkeling van een systematische aanpak in de argumentatietheorie. In Nederland heeft zij de weg bereid voor de pragma-dialectiek van Frans van Eemeren en Rob Grootendorst. Met haar pleidooi voor een dialogische benadering van formele logica liep Barth tevens vooruit op het hedendaagse logische onderzoek naar redeneerprocessen waarbij meerdere actoren betrokken zijn, zoals in de epistemische logica, de handelingslogica en de deontische logica.
Haar logische analyse van elitaire denkwijzen kreeg vorm als empirische logica. Centraal stond hierbij de studie van "semantische velden" en onderzoek naar de relaties tussen abstracte categorieën, waardenhiërarchieën, en dichotomieën. Barth betoogde dat er in het Duitse idealisme een omgekeerd evenredige verhouding werd aangenomen tussen "kwaliteit" en "kwantiteit", een verhouding die bovendien gepaard ging met een waardenhiërarchie waarin iets meer waarde had naarmate het minder kwantiteit en (dus) meer kwaliteit had. Deze denkvorm, zo betoogde zij, brengt enerzijds onderwaardering voor individuen en anderzijds overwaardering voor de staat met zich mee. Zo werkt het Duitse idealisme volgens Barth elitaire denkwijzen in de hand. Eerder empirisch-logisch onderzoek van Barth betrof het generisch gebruik van lidwoorden. In beweringen als "De man is dominant", "De vrouw is onderdanig" en "De Bantoe is lui", waarmee men beoogt een bewering te doen over wat mannen, vrouwen of Bantoes in wezen zijn, wordt het lidwoord generisch gebruikt. Barth wijst erop dat generisch taalgebruik een strategie is waarmee men zich tegen kritiek kan indekken: als een Proponent van de bewering "De man is dominant" gewezen wordt op een man die niet dominant is, dan zal deze Proponent altijd kunnen beweren dat deze persoon geen echte man is en dus geen enkele aanleiding zien zijn bewering in te trekken. Vooroordelen, zo betoogt Barth, kunnen met generisch taalgebruik immuun worden gemaakt tegen kritiek. Dit is meer dan voldoende reden om van dergelijk taalgebruik af te zien. Barth maakte zich sterk voor de rechten van vrouwen, in het bijzonder op de universiteit. Naast haar wetenschappelijke werk publiceerde ze geregeld in tijdschriften als De Gids en Hollands Maandblad.

## Persoonlijk
Barth was getrouwd met de econoom Henk Misset. Samen schreven ze een boek over feministische mannen, waarbij Nederland wordt vergeleken met Scandinavië.

## Boeken
- De logica van de lidwoorden in de traditionele filosofie, Universitaire Pers Leiden: Leiden 1971.
- Evaluaties, Van Gorcum: Assen 1972.
- The Logic of the Articles in Traditional Philosophy, D. Reidel Publishing Company: Dordrecht 1974.
- Perspektieven, Rijksuniversiteit Groningen: Groningen 1979.
- Argumentation. Approaches to Theory Formation (red.), John Benjamins: Amsterdam 1982 (met J. Martens).
- From Axiom to Dialogue, Walter de Gruyter: Berlijn 1982 (met Erik Krabbe).
- Problems, Functions and Semantic Roles, Walter de Gruyter: Berlijn 1986 (met Rob Wiche).
- From an Empirical Point of View: The Empirical Turn in Logic, Communication & Cognition: [Gent] 1992 (met Jan Van Dormael en Fernand Vandamme).
- Logic and Political Culture (red.),  North-Holland Publishing Company: Amsterdam 1992 (met Erik Krabbe).
- Women Philosophers: A Bibliography of Books through 1990, Bowling Green State University, Bowling Green, OH 1992.
- Gud, det er meg: Vidkun Quisling som politisk filosof, Pax Forlag: Oslo 1996.
- A Nazi Interior: Quisling's Hidden Philosophy, Peter Lang: Frankfurt 2003.
- Feministische mannen: Nederland in de schaduw van Scandinavië, Eburon: Delft 2010 (met Henk Misset).

## Nederlandstalige artikelen
- 'De algemene hond en het niets', De Gids 131(5), 1968, p. 275-292.
- 'Arne Næss en de filosofische dialectiek', De Gids 134(3), 1971, p. 173-186.
- 'Prolegomena tot de studie van conceptuele structuren', Algemeen Nederlands Tijdschrift voor Wijsbegeerte 72(1), 1980, p. 36-48.
- 'De 19e eeuwse idealistische logica en haar uitwerkingen', Intermediair 16(?), 1980, p. 1-11.
- 'Naar een praxis-georiënteerde theorie van het intersubjectief argumenteren', De Gids, 144(9/10), 1981, p. 504-510.
- 'Filosofie', in H. Bergman en H.J. Schoo (red.), Zo ver is de wetenschap (p. 63-73), Uitgeverij Het Spectrum: Utrecht 1982.
- 'Strategieën van machtsonthouding', De Gids 148(2), 1985, p. 89-100.
- 'Het dialogische perspectief van Evert Willem Beth (1908-1964)', De Gids 148(8), 1985, p. 644-658.
- 'Alfred Tarski', Jaarboek van de Koninklijke Nederlandse Akademie van Wetenschappen 1985, p. 1-7 (met Paul van Ulsen).
- 'Empiristische en empirische logica', Mededelingen der Koninklijke Nederlandse Akademie van Wetenschappen, Afd. Letterkunde 50(3), 1987, p. 109-127.
- 'Het Dr. Faustus-syndroom', De Gids 155(5), 1992, p. 353-364.

## Engelstalige artikelen
- 'Philosophy of religion and the reality of models for modalities', Erkenntnis 9(3), 1975, p. 393-399.
- 'The king and Y: towards a categorial grammar of being', Theoretical Linguistics 3(3), 1976, p. 225-243.
- 'The logical paradigm in dialectical philosophy and science', Erkenntnis 11(1), 1977, p. 291-322.
- 'Perspectives on analytic philosophy', Mededelingen der Koninklijke Nederlandse Akademie van Wetenschappen, Afd. Letterkunde 42(2), 1979, p. 35-75.
- 'Toward a praxis-oriented theory of argumentation', in M. Dascal (red.), Dialogue: An Interdisciplinary Approach (p. 73-86), John Benjamins: Amsterdam 1985.
- 'A new field: empirical logic', Synthese 63(3), 1985, p. 375-388.
- 'In the service of human society: formal, informal or anti-logical? The philosophy of the logician Evert Willem Beth (1908-1964)', Informal Logic 12(1), 1990, p. 1-10.
- 'Argumentation: distributed or monological?', Communication and Cognition, 24(1), 1991, p. 15-24.
- 'Waiting for Godot: on attitudes towards artefacts vs. entities, as related to different phases of operation in cognition', Epistemologia 14, 1991, p. 77-104.
- 'Logical intention and comparative principles of empirical logic', in G. Debrock en M. Hulswit (red.), Living Doubt (p. 209-224), Kluwer Academic Publishers: Dordrecht 1995.
- 'Beth's philosophical intentions: an introduction', Philosophia Scientiae, 3(4), 1998-1999, p. 3-23.
- 'A framework for intersubjective accountability: dialogical logic', in D.M. Gabbay, R.H. Johnson, H.J. Ohlbach en J. Woods (red.), Handbook of the Logic of Argument and Inference (p. 225-293), Elsevier: Amsterdam 2002.

## Over Else Barth
- Erik Krabbe, Renée José Dalitz en Pier Smit (red.), Empirical Logic and Public Debate: Essays in Honour of Else M. Barth, Rodopi: Amsterdam 1993.
- Else de Jonge, 'Else Barth', in U.I. Meyer en H. Bennent-Vahle (red.), Philosophinnen-Lexikon (p. 73-78), Reclam Verlag: Leipzig 1997.
- Else de Jonge, 'Het Quisling-enigma' (interview met Else Barth), De Groene Amsterdammer, 29 maart 2000.
- Else de Jonge, 'Quisling en de pathologie van het kwaad', De Academische Boekengids 43, 2004.
- Petter Mejlænder, 'Uredd og skarp filosof' (necrologie), Klassekampen, 23 januari 2015.
- Inga Bostad, Dagfinn Føllesdal en Else Wiestad, 'Nekrolog: Else Margarete Barth', Aftenposten, 18 januari 2015.
- Erik Krabbe, 'Else Barth (1928-2015)', Argumentation 30(3), 2016, p. 341-343.
- J.F.A.K. van Benthem, 'Else Margarete Barth 3 augustus 1928 – 6 januari 2015', Levensberichten en herdenkingen 2015, KNAW, 2016.